# Neocondeellum yinae
Neocondeellum yinae är en urinsektsart som beskrevs av Zhang 1987. Neocondeellum yinae ingår i släktet Neocondeellum och familjen Protentomidae. Inga underarter finns listade i Catalogue of Life.